# 이도희 (카누 선수)
이도희(1971년 7월 15일~)는 대한민국의 카누 선수로, 1988년 하계 올림픽에 참가했다.